# Limanda limanda
La limanda (Limanda limanda Linnaeus, 1758) è un pesce di mare della famiglia Pleuronectidae.

## Distribuzione e habitat
Questa specie a distribuzione boreale vive dal nord della Norvegia, l'Islanda e il mar Bianco, fino alla parte settentrionale del Golfo di Guascogna. Probabilmente è il pesce piatto più comune sulle coste europee settentrionali. Si incontra anche nel mar Baltico occidentale e
frequenta solo i fondi sabbiosi tra 0 e 150 metri di profondità.

## Descrizione
Simile alla platessa o alla passera di mare ma non possiede alcun tubercolo osseo, né alla base delle pinne, né dietro gli occhi. La linea laterale ha una brusca curva all'altezza delle pinne pettorali, il corpo è ovale, abbastanza allungato e una bocca piuttosto grande. Il dorso è ruvido a causa delle spesse squame.

Il colore è bruno chiaro (variabilissimo come tutti i pesci piatti) con diverse macchie e punti chiari o rossicci. Di solito presenta una macchia chiara sotto la pinna pettorale.

Raggiunge i 50 cm di lunghezza.

## Riproduzione
Avviene un po' dovunque, senza territori definiti, alla fine dell'inverno. I giovani sono molto costieri.

## Alimentazione
Basata su invertebrati bentonici, soprattutto crostacei.

## Pesca
Viene pescata assieme ad altri pesci piatti. Le carni, pur commestibili, non sono pregiate; ciononostante si trova spesso anche sui mercati italiani, congelata o ridotta in filetti.